# Ibara, Okayama
Ibara (井原市 Ibara-shi) là thành phố thuộc tỉnh Okayama, Nhật Bản. Tính đến ngày 1 tháng 10 năm 2020, dân số ước tính thành phố là 38.384 người và mật độ dân số là 160 người/km². Tổng diện tích thành phố là 243,36 km².